# 1+1 (Beyoncé)
1+1 è un singolo della cantante statunitense Beyoncé, pubblicato il 25 maggio 2011 come secondo estratto dal quarto album in studio 4.

## Descrizione
Il brano è stato scritto da Beyoncé stessa con Terius Nash, Christopher Stewart e Corey Jackson Carter, ed è prodotto da The-Dream.
Il brano è una power ballad Soul con influenze Indie rock, incisa originariamente da The-Dream con il titolo Nothing But Love, ma poi non utilizzata per l'album Love vs. Money (2009).

## Promozione

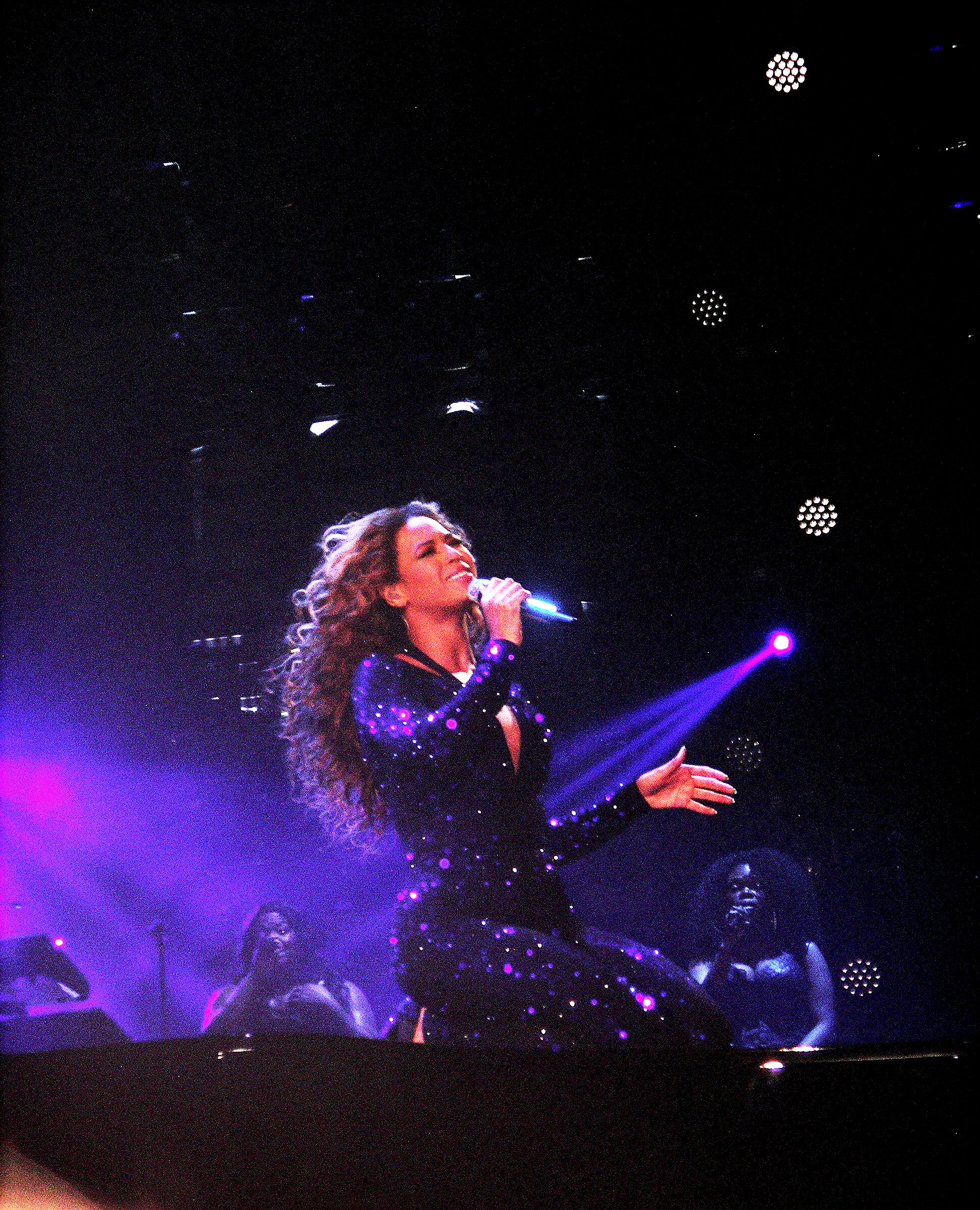
Beyoncé durante una perfomance di 1+1

La cantante ha interpretato il brano nella puntata finale di American Idol il 25 maggio 2011, dichiarando che si trattava della sua canzone preferita dal suo quarto progetto discografico. Il 1º luglio 2011 Beyoncé si è esibita in un concerto gratuito nell'ambito delle Summer Concert Series diGood Morning America. Ha cantato 1+1 inginocchiandosi sopra un pianoforte a coda bianco, perfomance ripresa poi nel corso del The Mrs. Carter Show World Tour del 2013.
La cantante ha promosso il singolo il 14 agosto 2011 durante 4 Intimate Nights with Beyoncé, tenutosi a Roseland Ballroom di New York.

## Accoglienza
1+1 ha ricevuto delle critiche molto positive, l'interpretazione di Beyoncé è stata particolarmente apprezzata. Scrivendo per il The New Yorker, Jody Rosen ha acclamato le stridenti variazioni timbriche e tonali della canzone, affermando di aver dato un nuovo suono musicale che non esisteva nel mondo prima di questo brano di Beyoncé. Ha inoltre scritto: «Se ora suonano 'normali', è perché Beyoncé, e i suoi molti seguaci, hanno riqualificato le nostre orecchie».
Diversi critici, tra cui Matthew Perpetua di Rolling Stone, hanno notato che il brano è paragonabile alla canzone di Sam Cooke del 1960 Wonderful World e alla canzone di Prince Purple Rain. Brandon Soderberg di Pitchfork ha spiegato che il verso di Wonderful World, "don't know much about algebra", è stato mantenuto durante la concezione di 1+1 dai suoi produttori, che tuttavia hanno accentuato il suo «sentimento di canzone d'amore».
Amos Barshad del New York Magazine e Tim Finney di Pitchfork hanno descritto le doti vocali della cantante nel brano come delle risonanze dei lavori di Whitney Houston. Michael Cragg del The Guardian conferma la visione dei colleghi, lodato Beyoncé «per aver messo in mostra la sua voce cruda».
Cameron Adams dell'Herald Sun ha scritto che 1+1 è una «incredibile e probabilmente la più onesta e tenera ballata che Beyoncé abbia mai cantato, cantando». Allo stesso modo, Claire Suddath della rivista Time ha commentato che la canzone è probabilmente la più bella ballata che Beyoncé ha consegnato negli ultimi anni al suo pubblico.

### Riconoscimenti di fine anno
- 1º — The Guardian[20] (Sean Michaels[21])
- 1º — The Washington Post[22]
- 26º — Pitchfork[16]
- 77º — The Village Voice[23]

## Video musicale
Il videoclip prodotto per 1+1 è comparso in rete il 26 agosto 2011 ed è stato trasmesso in anteprima alle sette di sera sul canale E! News. È stato diretto dalla stessa Beyoncé insieme a Lauren Briet ed Ed Burke. Protagonista è una sensuale Beyoncé, che gioca con effetti di luce, sdoppiamenti e sguardi provocanti.

## Classifiche
| Classifica (2011) | Posizione massima |
| ----------------- | ----------------- |
| Canada            | 82                |
| Regno Unito       | 71                |
| Stati Uniti       | 57                |